# أولاف لانج
أولاف لانج (بالبوكمول: Olaf Lange) هو مصصم جرافك ورسام نرويجي، ولد في 11 فبراير 1875 في ستافانغر في النرويج، وتوفي بنفس المكان في 19 أبريل 1965.